# Torre del Carme (Cabanes)
La Torre del Carme, coneguda també com a Torre Máñez, és una Torre de sentinella de la Ribera de Cabanes, al terme municipal de Cabanes, a la comarca de la Plana Alta.
Està datada entre els segles xv i xvi, i com tota torre defensiva, va ser declarat Bé d'Interès Cultural per Direcció General de patrimoni Artístic de la Generalitat Valenciana.

## Descripció historicoartística
Al segle xv, es produeix un despoblament de part de la zona del litoral de llevant, però malgrat això, s'hi van continuar a mantenir les zones de cultiu, que a vegades se sentien a la mercè dels pirates, en moltes ocasions, berberescos, que fan freqüents incursions a la costa. És per això que es va procedir a la fortificació de moltes de les masies existents a les zones agrícoles, tant costaneres com de zones de l'interior d'escassa població i defensa. Aquesta pot ser, segons l'opinió de molts autors, l'origen d'aquestes torres a la zona de la Ribera de Cabanes.
La Torre del Carme, s'anomena també de Máñez, per ser aquesta família l'última propietària. Com passa amb la Torre Carmelet, té un edifici annex, que serveix com a magatzem per a usos agrícoles.
Com pràcticament la resta de les torres de la Ribera de Cabanes, presenta una garita rodona en una de les cantonades. En aquesta torre es pot apreciar restes d'una altra a la cantonada oposada, la sud, que s'ha fet molt malbé, igual que ocorre amb l'interior de la torre. Presenta planta quadrada i tres altures.
S'hi accedeix mitjançant la construcció annexa. A la vista hi ha dues petites finestres, així com un balcó a la façana sud-est, mentre que la façana nord-est té dues finestres. Es va construir amb materials senzills i el sistema paredat, que es reforça a les cantonades amb carreus. Malgrat el bon estat de conservació dels murs exteriors, es poden apreciar elements que no li són propis en l'obertura del balcó.